# Condado de Union (Indiana)
O Condado de Union é um dos 92 condados do estado americano de Indiana. A sede do condado é Liberty, e sua maior cidade é Liberty. O condado possui uma área de 428 km² (dos quais 10 km² estão cobertos por água), uma população de 7 349 habitantes, e uma densidade populacional de 18 hab/km² (segundo o censo nacional de 2000). O condado foi fundado em 1821.